# Gardeners' world
Gardeners' World is een BBC-televisieprogramma over tuinieren. Het werd voor het eerst uitgezonden op 5 januari 1968 en loopt nog steeds. De eerste serie werd gepresenteerd door Ken Burras, vanuit Oxford Botanical Gardens. Het tijdschrift BBC Gardeners' World sluit aan bij het programma, en wordt sinds 2017 ook in het Nederlands uitgegeven. Voorheen duurden de meeste afleveringen 30 minuten, met uitzondering van specials die langer duurden. Sinds 2008 zijn er steeds meer afleveringen van 60 minuten, met name tijdens het hoogseizoen voor tuinieren. Mede dankzij de groeiende populariteit van tuinieren tijdens de corona-pandemie, duren in het seizoen 2021 alle afleveringen een uur.

## Presentatoren

### Hoofdpresentatoren
De hoofdpresentatoren waren onder andere:
- Ken Burras (1968-1969)[2]
- Percy Thrower (1969-1976)
- Arthur Billitt (1976-1979)
- Geoff Hamilton (1979-1996)
- Geoffrey Smith (1980-1982)
- Alan Titchmarsh (1996-2002)
- Monty Don (2003-2008)
- Toby Buckland (2008-2010)
- Monty Don (2011-)

### Co-presentatoren
Als co-presentatoren fungeerden onder meer: Alys Fowler, Chris Baines, Chris Beardshaw, Mary Spiller, Liz Rigby, Diarmuid Gavin, Clay Jones, Stefan Buczacki, Christine Walkden, Sarah Raven, Gay Search, Anne Swithinbank, Nigel Colborn, Geoffrey Smith, Roy Lancaster, Peter Seabrook, Joe Swift, Ali Ward, Pippa Greenwood, Rachel De Thame, Frances Tophill, Carol Klein, Bob Flowerdew, Mark Lane, Adam Frost, Arit Anderson, John Kelly, Nick Bailey en Flo Headlam.

## Locaties
Tot 2003 werd de show gepresenteerd vanuit de eigen tuin van de hoofdpresentator. In 2011 keerde de show terug naar deze praktijk. Opvallend is dat zowel het stoppen van deze traditie als de herstart samenvielen met de komst (2003) en terugkeer (2011) van Monty Don.
- De eerste was The Magnolias van Percy Thrower in Shrewsbury[3]
- Daarna kwam Arthur Billitt's Clack's Farm in Ombersley in Worcestershire[4]
- Hierop volgden twee tuinen, beide genaamd Barnsdale, eigendom van Geoff Hamilton in Rutland[5]
- De volgende tuin was van Alan Titchmarsh in Woodroyd in Alton, Hampshire, omgedoopt tot Barleywood voor het programma[6]
- De volgende tuin, genaamd Burmans Farm in Shottery in Stratford-upon-Avon, was gehuurd. In het kader van het programma werd die Berryfields genoemd, hoewel het vaak werd omschreven als een 'topgeheime locatie nabij Birmingham'.[7]
- Mede als gevolg van veranderingen in de presentatoren, werd in 2009 de tuin verplaatst naar Edgbaston in Birmingham.[8] Een speelveld werd heraangelegd en deze tuin kreeg de naam Greenacre. Deze tuin was bedoeld als permanent onderkomen voor het programma.[9]
- Met de terugkeer van Monty Don in 2011, verhuisde de basis naar Don's eigen tuin Longmeadow in Herefordshire.

## Titelnummer
De allereerste titelmelodie van de serie, in 1968, was een muziekstuk gecomponeerd door Peter Craddy en gespeeld door Michael Saxton op klarinet. Een jaar later werd dit vervangen door het langlopende Green Fingers, gecomponeerd door John Clarke en Reg Reid. Het thema dat de langste looptijd had, van eind jaren tachtig tot eind jaren negentig, dat nog steeds in een licht klassieke stijl te horen is, is een gitaarstuk dat is gecomponeerd door Nick Webb en Greg Carmichael. Het had twee namen, één voor commerciële uitgave en één voor de bibliotheek, Morning Light en Natural Elements. Natural Elements was het titelnummer van een commercieel album dat in 1988 op MCA Records werd uitgebracht onder de bandnaam Acoustic Alchemy van de componist. Het huidige themaliedje, geïntroduceerd in 2014, is een arrangement van "Morning Light" van Will Gregory .

## BBC Gardeners' World Live
Naast het tv-programma en tijdschrift is er ook een liveshow: BBC Gardeners' World Live Show. Het wordt jaarlijks in juni georganiseerd, in de Birmingham NEC samen met de BBC Summer Good Food Show.
Bij de liveshow geven de presentatoren, zoals Monty Don, Alan Titchmarsh, Carol Klein en Joe Swift, advies en tips. Tevens wordt er gefilmd tijdens het evenement; dit wordt uitgezonden op de vrijdagavond van de liveshow. 
Vanwege de COVID-19-pandemie werd de show van 2020 geannuleerd. De volgende editie staat gepland van 17-20 juni 2021.